# Хорбовский, Мечислав Аполинарий
Мечислав Аполинарий Хорбовский (пол. Mieczysław Apolinary Horbowski; 23 июля 1849, Долецк — 26 января 1937, Вена) — польский певец и музыкальный педагог.
Учился в Варшаве у Франческо Чаффеи, затем во Флоренции у Луиджи Ваннуччини и в Милане у Франческо Ламперти. Дебютировал на итальянской оперной сцене в 1872 г. под псевдонимом Франческо Раньери. В следующем году впервые выступил в Польше и затем много пел в театрах Варшавы, Кракова, Познани и Львова. В 1886—1895 гг. преподавал в Варшавской, в 1895—1906 гг. — в Московской, в 1906—1912 гг. — в Краковской, после 1912 г. — в Венской консерваториях. Автор двухтомного учебника «Школа теории и практики пения» (пол. Szkoła śpiewu teoretyczno-praktycznego).
Умер 26 января 1937 года.